# قیمه نجفی

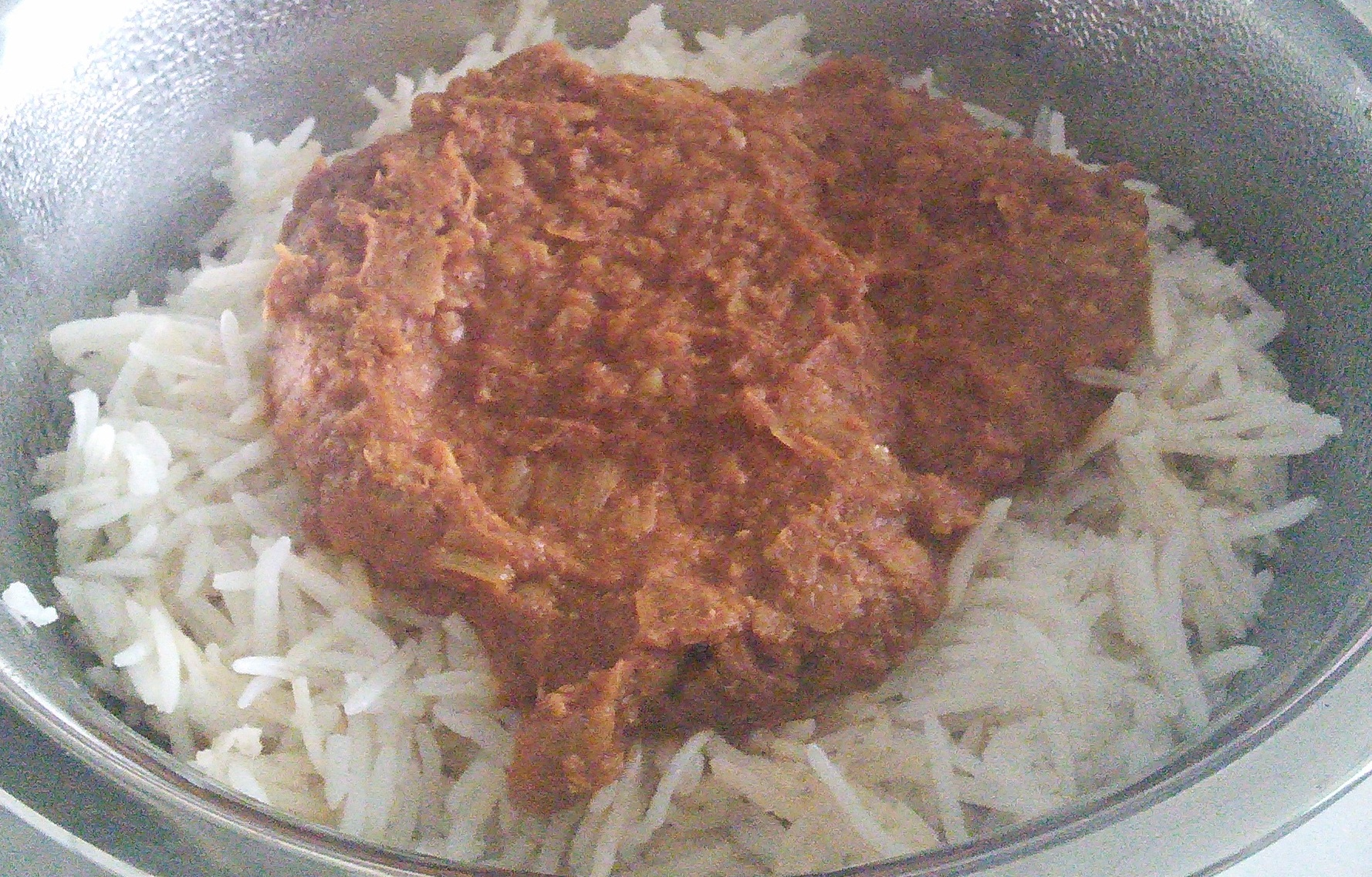
قیمهٔ نجفی به همراه برنج

قیمهٔ نجفی که با نام‌های قیمهٔ علاچی و قیمهٔ عربی نیز شناخته می‌شود نوعی خورش رایج در شهر نجف و بغداد، کاظمین، کربلا و شهرهای بزرگ کشور عراق است. برای پختن این قیمه، لازم است گوشت و نخود کاملاً آب‌پز شوند. گوشت پخته با استفاده از گوشت‌کوب‌های بزرگ له می‌شود و ادویه‌هایی مانند دارچین، نمک و لیمو عمانی را به همراه رب گوجه فرنگی به نخود در حال پخت و گوشت کوبیده شده اضافه می‌کنند تا غذا کاملاً پخته شود.

## نام‌گذاری
قیمه در اصل کلمه‌ای فارسی است و به معنی خورش گوشت کوبیده‌است، شاید اصالت آن به کلمهٔ «کیمه» هندی به معنی گوشت خوردشده برسد. اولین کسانی که این قیمه را طبخ کردند اهالی نجف هستند. قیمه شهر نجف دارای خصوصیات نامعمول برای شهرهای دیگر است به دلیل اینکه دارای مواد و مقادیر متفاوت است و بیشترین طبخ آن در روزهای ماه محرم و به‌خصوص روز عاشورا است که به همین دلیل به قیمهٔ حسینی نیز معروف است.

## روش آماده‌سازی
پیاز را تفت می‌دهند تا اینکه رنگ طلایی مایل به قرمز بخود بگیرد. گوشت به پیاز اضافه می‌شود و به انتخاب گوشت گوسفندی یا گاوی استفاده می‌شود. سپس آب گرم و نخود به آن اضافه شده و روی شعلهٔ آتش قرار می‌گیرد تا اینکه نخود پخته شود و پس از آن گوشت و نخود با هم کوبیده می‌شوند. پس از آن به این مخلوط ادویه‌هایی از قبیل زیره، لیمو عمانی، هل و نمک اضافه می‌شود؛ بر روی شعلهٔ کم قرار داده می‌شود تا بهم بچسبد و در انتها به یک خورش بهم چسبیده می‌رسیم که در کنار برنج سرو می‌شود که می‌توان زعفران نیز به آن افزود. قیمهٔ نجفی در خیابان‌ها به‌عنوان یک غذای سریع و در خانه‌ها آماده می‌شود که در آماده‌سازی آن آقایان و خانم‌ها مشارکت می‌کنند.